# José Matos Mar
José Matos Mar (Coracora, Ayacucho, 1 de noviembre de 1921 - Lima, 7 de agosto de 2015) fue un destacado antropólogo, etnólogo, investigador y catedrático peruano.

## Biografía
Estudió en la Universidad Nacional Mayor de San Marcos y luego en la Universidad de París, además fue profesor y director del Departamento de Antropología de la Universidad Nacional Mayor de San Marcos, Lima, Perú (1947-1969) y profesor emérito de la Universidad Nacional Mayor de San Marcos (1972). 
Fue fundador y director del Instituto de Estudios Peruanos, (1964-1984) y director del Instituto Indigenista Interamericano, México (1989-1995)
También fue asesor de UNICEF en México para formular estrategias de combate a la pobreza (1995-1997), consultor del Instituto Panamericano de Geografía e Historia (IPGH) en México (1999-2003) y consultor asociado de Maximixe Consult en el Perú (2005-2014), entre otros cargos. 
Fue distinguido por el Ministerio de Cultura del Perú con la Orden del Sol del Perú.

## Publicaciones

### Investigaciones
- Yanaconaje y reforma agraria en el Perú. (IEP Ediciones, Lima 1976)
- Perú: Estado desbordado y sociedad nacional emergente[10][11][12]. (Editorial Universitaria-Universidad Ricardo Palma, Lima 2012)
- Desborde popular y crisis del Estado. Veinte años después (Fondo Editorial del Congreso de la República, Lima 2004)
- Taquile en Lima. Siete familias cuentan...(Fondo Internacional Para La Promoción de la Cultura. UNESCO y Banco Internacional del Perú, Lima) 1986.
- Desborde popular y crisis del Estado. El nuevo rostro del Perú en la década de 1980 (IEP, Lima, 1984)
- Perú Problema. Cinco Ensayos 1 (Coautor junto a Julio Cotler, Alberto Escobar, Augusto Salazar Bondy y Jorge Bravo Bressani) (IEP, Lima, 1983)[13]
- La reforma agraria en el Perú (con la colaboración de José Manuel Mejía, IEP, Lima 1980)
- Las Barriadas de Lima 1957 (IEP, Lima 1977)
- Perú ¿país bilingüe?[14] (Coautor junto a Giorgio Alberti y Alberto Escobar) (IEP, Lima 1975)
- Erasmo. Yanacón del valle de Chancay (con la colaboración de Jorge A. Carbajal, IEP, Lima 1974)
- Memorias, por Luis E. Valcárcel (editor, IEP, Lima 1981)
- Perú Problema - cinco ensayos (compilador, IEP, Lima 1968)

### Revistas académicas
- Revista América Indígena (20 vol.)
- Anuario Indigenista (50 vol.)